# Anthaxia bonvouloirii
Anthaxia bonvouloirii es una especie de escarabajo del género Anthaxia, familia Buprestidae. Fue descrita científicamente por Abeille de Perrin en 1869.